# Двигатель Nissan VR
Двигатели Nissan серии VR — бензиновые двигатели V6 производства Nissan. Объем двигателей серии составляет 3,8 литров, он оснащается системой твин-турбо. Двигатель является продолжением широко успешной серии VQ, и хорошо представлен в автоспорте, на таких мероприятиях, как Super GT и 24 часа Ле-Мана.
Двигатель VR38DETT в настоящее время, начиная с 2007 года, используется на Nissan GT-R и на серии Nissan Juke-R ограниченного производства.

## VR38DETT
Двигатель VR38DETT имеет спортивные 24 клапана с двумя верхними распредвалами с изменяемыми фазами газораспределения. Блок литой алюминиевый с 0,15 мм покрытием гильз цилиндра, обеспечивающим защитный слой для поршневых колец. Два турбонагнетателя интегрированы в выпускных коллекторах для снижения веса и укрепления баланса автомобиля. Двигатель также имеет спортивную систему смазки под давлением, контролируемую термостатом. VR38DETT так же оснащен обратной связью, имеющей значительное влияние на снижение расхода топлива.
VR38DETT собирается вручную специально обученными специалистами в городе Тотиги.
Полный вес двигателя VR38DETT со всем навесным составляет 276 кг. В серии VR это не единственный двигатель. В декабре 2015 года был анонсирован VR30DDTT, который устанавливается на седаны infiniti Q50 и купе Q60.

## Характеристики двигателя
Двигатель VR38DETT устанавливается на автомобили Nissan GT-R начиная с 2007 года. Объем двигателя 3,8 л (3799 куб.см). Вес двигателя 272,16 килограмм. Диаметр цилиндра 95,5 мм и ход поршня 88,4 мм. Степень сжатия 9,0:1. Мощность двигателя 480—550 л.с. (353—405 кВт) при 6400 оборотах в минуту. На моделях NISMO достигается мощность до 600 л.с. (441 кВт) при 6800 оборотах в минуту. Крутящий момент 588—652 Нм при 3200-6000 оборотах в минуту
Двигатель устанавливался на автомобили:
- Nissan GT-R CBA-R35 (2008—2011 годы, 480 л.с.)
- Nissan GT-R DBA-R35 (с 2012 года, 530—550 л.с.)
- Nissan GT-R Nismo (с 2014 года, 600 л.с.)
- Nissan Juke-R (с 2012 года, ограниченное производство)
- Infiniti Q50 Eau Rouge Prototype (2014, 560 л.с.)

Специально подготовленные машины:
- Nissan GT-R Nismo GT3 (с 2012 года, 500 л.с.)
- Концепт Renault RS.01 (с 2014 года, более 500 л.с.)[5]